# Ioan Ghișa
Ioan Ghișa (n. 1881, Poiana Sibiului - d. 1961, Brad) a fost un deputat în Marea Adunare Națională de la Alba Iulia, organismul legislativ reprezentativ al „tuturor românilor din Transilvania, Banat și Țara Ungurească”, cel care a adoptat hotărârea privind Unirea Transilvaniei cu România, la 1 decembrie 1918.

## Biografie
Ioan Ghișa a fost contabil, apoi director de bancă în Brad, la Institutul Financiar Crișana, unde a susținut acțiuni pe linie națională. A decedat la Brad în anul 1961.